# Escobedo de Camargo
Escobedo es una localidad del municipio español de Camargo, en Cantabria. Está situado en el sur del municipio, a 5,5 kilómetros de su capital, Muriedas, y a 55 metros de altitud, es la localidad más alejada del espacio urbano. Quizá por ello es la que tiene mayor vocación ganadera, a pesar del fuerte desarrollo de la construcción que está experimentando en los últimos años. En el año 2020 tenía una población empadronada de 1425 personas. 
Escobedo atesora un patrimonio artístico y arqueológico de primer orden. Entre los yacimientos prehistóricos es de destacar la célebre Cueva de El Pendo, descubierta en 1878 por Marcelino Sanz de Sautuola que alberga uno de los yacimientos prehistóricos de mayor relevancia científica de la comunidad autónoma tras Altamira y el Castillo y así como una muestra de arte parietal paleolítico de primer orden. Fue declarada Bien de Interés Cultural en 1997.

## Geografía

### Ubicación
La localidad de Escobedo de Camargo se encuentra en el sureste del municipio de Camargo, dentro de la comarca de Santander. Limita al norte con los términos de Bezana, Igollo y Herrera, al sur con Parbayón y Renedo, al oeste con Arce, Barcenilla y Quijano y al este con Camargo.
| Noroeste: Maoño          | Norte: Igollo | Nordeste: Herrera (Camargo) |
| Oeste: Barcenilla y Arce |               | Este: Camargo (pueblo)      |
| Suroeste: Quijano        | Sur: Renedo   | Sureste: Parbayón           |

### Barrios
```
1. Barrio El Alto
2. Barrio Arenas
3. Barrio Casar
4. Barrio La Fuente
5. Barrio La Llastra
6. Barrio La Maza
7. Barrio Mijares
8. Barrio Monasterio
9. Barrio La Ria
10. Barrio San Esteban
11. Barrio San Pantaleón
12. Barrio Santa Cruz
13. Barrio Solacuesta
14. Barrio Tocos
```

## Símbolos

### Escudo
Oficialmente, Escobedo no dispone de un escudo heráldico aprobado. 
Sin embargo se emplea uno de modo extraoficial, siendo su descripción heráldica la siguiente:

En campo de azur, una torre almenada y mazonada de cenizo, sumado de un bastón de mando prehistórico de cobre, sobre peña de sinople sostenido de ondas de mar de plata y azur. Al timbre, corona real abierta.

### Bandera
No dispone de bandera.

## Historia
La historia de Escobedo se remonta muchos siglos atrás cuando se encuentra los primeros indicios de vida humana prehistórica de épocas como el Paleolítico,  huellas que dejaron marcadas en la cueva del Pendo y en otras.
El primer conocimiento escrito en documento que se tiene data del año 1046; una compra venta por parte de la Colegiata de Santillana sobre unos terrenos y el ya desaparecido monasterio de San Pedro (Actualmente iglesia parroquial de San Pedro).
En siglo XIV don Pedro I de Castilla manda hacer un libro manuscrito “Becerro de Behetrías” donde figura por aquella época como señores de las tierras de Escobedo a los del solar de Zaballos (hoy día Ceballos), los del solar de la Vega y los hijosdalgo de Escobedo.
En enero de 1341 Alfonso XI concedió a Ruiz de la Vega rentas en el pueblo de Escobedo que habrían conseguido por malas tretas, y sus descendientes entre ellos Leonor de la Vega gobernaría con tiranía y mano dura, consiguiendo así que el pueblo se sublevara por todos los impuestos que debían pagar a las casas nobles.

## Patrimonio

### Religioso
- Iglesia parroquial de San Pedro Apóstol, en el barrio monasterio, S.IX.
- Necrópolis de San Pedro, en el barrio Monasterio junto a la iglesia parroquial, S.VII-V.III
- Ermita de Santa Cruz, en el barrio de Santa Cruz, siglo XVII.
- Ermita de San Pantaleón, en el barrio alto del Churi, siglo XIV.
- Ermita de San Esteban, en el barrio San Esteban, reedificada en el siglo XIII.
- Capilla de Nuestra señora de las Nieves, construida en 1970.

### Civil
- Portalada monumental y casona del barrio La Maza, en el barrio La Maza.
- Casona del barrio Arenas.
- Casona del barrio Monasterio, siglo IX.
- Casona del barrio Mijares.
- Casas Barrocas del barrio Santa Cruz, siglo XVII-siglo XVIII.

### Natural y Arqueológica
- Cueva de El Pendo.
- ANEI El Pendo-Peñajorao.
- Cuevas sepulcrales de Peñajorao y los Covachos.[1]
- Cantera y Encinar de Bilbao.

### Militar
- Ruinas del castillo del Collado, S.IX.
- Ruinas de la torre-castillo de la Hoz Peñas Negras

## Demografía
La población de Escobedo creció desde el año 2000 cuando contaba con 1050 habitantes hasta 2013 cuando llegó a 1464 habitantes, siendo este año cuando Escobedo contó con más habitantes durante toda la historia.

Desde el año 2014 ha sufrido un leve descenso hasta llegar en 2018 a tener 1435 habitante según el INE.
Fuente: INE

## Agrupaciones
- Coral Santa Cruz[2]

- Unión Montañesa Escobedo
- Grupo Scout Escobedo[3]
- Asociación Cultural y Deportiva de Escobedo

## Política y administración

### Elecciones

##### Resultados Elecciones locales de 28 de mayo de 2023
|  | 62,96 % |

|  | 33,10 % |

|  | 3,94 % |

|  | 95,6 % |

|  | 4,4 % |

|  | 1,61 % |

|  | 77,22 % |

|  | 22,78 % |

##### Histórico elecciones
|                                                                         |          |          | 2023  | 2023  | 2019  | 2019  | 2015  | 2015  | 2011  | 2011  | 2007  | 2007  | 2003  | 2003  | 1999  | 1999  | 1995  | 1995  |
| Partidos                                                                | Partidos | Partidos | Votos | %     | Votos | %     | Votos | %     | Votos | %     | Votos | %     | Votos | %     | Votos | %     | Votos | %     |
| ----------------------------------------------------------------------- | -------- | -------- | ----- | ----- | ----- | ----- | ----- | ----- | ----- | ----- | ----- | ----- | ----- | ----- | ----- | ----- | ----- | ----- |
|                                                                         |          | PP       | 561   | 62,94 | 319   | 39,40 | 350   | 30,57 | 378   | 33    | 310   | 27,19 | 265   | 26,78 | 293   | 31,64 | 354   | 39,42 |
|                                                                         |          | PSOE     | 295   | 33,10 | 298   | 36,80 | 399   | 34,85 | 399   | 34,85 | 329   | 28,86 | 458   | 46,12 | 353   | 38,12 | 308   | 34,29 |
|                                                                         |          | VOX      | 20    | 3,94  | -     | -     | -     | -     | -     | -     | -     | -     | -     | -     | -     | -     | -     | -     |
|                                                                         |          | CS       | -     | -     | 192   | 23,80 | -     | -     | -     | -     | -     | -     | -     | -     | -     | -     | -     | -     |
|                                                                         |          | PRC      | -     | -     | -     | -     | -     | -     | -     | -     | 25    | 2,19  | 38    | 2,82  | 13    | 1,40  | -     | -     |
|                                                                         |          | ACAP     | -     | -     | -     | -     | -     | -     | -     | -     | 186   | 16,32 | 42    | 4,23  | 53    | 5,72  | -     | -     |
|                                                                         |          | UPCA     | -     | -     | -     | -     | -     | -     | -     | -     | -     | -     | -     | -     | -     | -     | 48    | 5,34  |
| Resultados de las elecciones locales en Escobedo de Camargo desde 1995. |          |          |       |       |       |       |       |       |       |       |       |       |       |       |       |       |       |       |

### Junta Vecinal
La composición de la Junta Vecinal de Escobedo de Camargo tras las últimas elecciones locales del 28 de mayo de 2023 es la siguiente:
| Partido | Partido                              | Cargo              | Nombre                  |
| ------- | ------------------------------------ | ------------------ | ----------------------- |
|         | Partido Popular de Cantabria         | Alcalde-Presidente | Cristian Armada Barcina |
|         | Partido Popular de Cantabria         | Vocal              | Mar Bolado Entrecanales |
|         | Partido Popular de Cantabria         | Vocal              | Olga Salmón             |
|         | Partido Popular de Cantabria         | Vocal              | Andrés Lisaso Pérez     |
|         | Partido Socialista de Cantabria-PSOE | Vocal              | María Ángeles Vía Cano  |
|         |                                      | Secretario         | José Ángel Diestro Ruiz |

### Alcaldes Pedáneos
| Presidentes de la Junta Vecinal de Escobedo de Camargo | Presidentes de la Junta Vecinal de Escobedo de Camargo | Presidentes de la Junta Vecinal de Escobedo de Camargo |
| Periodo                                                | Nombre                                                 | Partido                                                |
| ------------------------------------------------------ | ------------------------------------------------------ | ------------------------------------------------------ |
| 2019-                                                  | Cristian Armada Barcina                                |                                                        |
| 2015-2019                                              | Mª Ángeles Vía Cano                                    |                                                        |
| 2011-2015                                              | Esther Bolado Somavilla                                |                                                        |
| 1999-2011                                              | José Luis Toca                                         |                                                        |
| 1995-1999                                              | Francisco Salcines Gómez                               |                                                        |
| 1991-1995                                              | José Luis Toca                                         |                                                        |

## Fiestas

#### Mayo
- Santa Cruz (3 de mayo) en el barrio Santa Cruz.

#### Junio
- San Pedro Apóstol (29 de junio) en el barrio Monasterio.

#### Julio
- San Pantaleón (27 de julio) en el barrio San Pantaleón.

#### Agosto
- San Esteban (3 de agosto) en el barrio San Esteban.
- Nuestra Señora de las Nieves (5 de agosto) en el barrio El Alto.

## Personas destacadas
- Antonio Vela Mendicute (1905-1967), tenor